# Jan Walewski (1892–1969)
Jan Walewski (ur. 24 października 1892 w Zakopanem, zm. 29 kwietnia 1969 w Mabledon (Wielka Brytania)) – polski publicysta, działacz społeczny, polityk w II RP i na emigracji. 

## Życiorys
Studiował na Politechnice Lwowskiej. Służył w Legionach, uczestniczył w powstaniach górnośląskich.
Po I wojnie światowej był sekretarzem generalnym Związku Rezerwistów i Federacji Polskich Związków Obrońców Ojczyzny. Był też redaktorem naczelnym dwutygodnika „Naród i Wojsko”. Mieszkał w Warszawie.
Był posłem na Sejm w czasie 3 kolejnych kadencji:
- w II kadencji (1928–1930) – z ramienia BBWR
- w III kadencji (1930–1935) – z ramienia BBWR
- w IV kadencji (1935–1938) – z listy państwowej 43 187 głosami z okręgu nr 87 (powiaty: wadowicki, żywiecki i myślenicki). W kadencji tej pracował w komisjach: budżetowej i spraw zagranicznych[1][2].

Członek władz Rady Okręgowej Obozu Zjednoczenia Narodowego w Krakowie w 1937 roku. 
Po klęsce wrześniowej znalazł się na emigracji. 

## Odznaczenia
- Krzyż Oficerski Orderu Odrodzenia Polski
- Krzyż Niepodległości
- Medal Pamiątkowy za Wojnę 1918–1921
- Medal Dziesięciolecia Odzyskanej Niepodległości
- Krzyż na Śląskiej Wstędze Waleczności i Zasługi
- Krzyż Oficerski Orderu Legii Honorowej (Francja
- Wielki Oficer Order Świętego Sawy (Jugosławia)
- Krzyż Komandorski Orderu Korony Rumunii[4].

## Życie prywatne
Był synem Franciszka i Heleny. Ożenił się z Heleną Orłowską. Podczas II wojny światowej jego żona zginęła w Auschwitz-Birkenau, a syn w czasie niemieckiego nalotu w Londynie.